# Morais
Morais is een plaats (freguesia) in de Portugese gemeente Macedo de Cavaleiros en telt 704 inwoners (2001).